# Berd'huis
Berd'huis är en kommun i departementet Orne i regionen Normandie i nordvästra Frankrike. Kommunen ligger i kantonen Nocé som tillhör arrondissementet Mortagne-au-Perche. År 2022 hade Berd'huis 1 094 invånare.

## Befolkningsutveckling
Antalet invånare i kommunen Berd'huis
| Referens: INSEE |